# Herminia misera
Herminia misera är en fjärilsart som beskrevs av Franz Dannehl 1926. Herminia misera ingår i släktet Herminia och familjen nattflyn. Inga underarter finns listade i Catalogue of Life.